# Georges Rodenbach

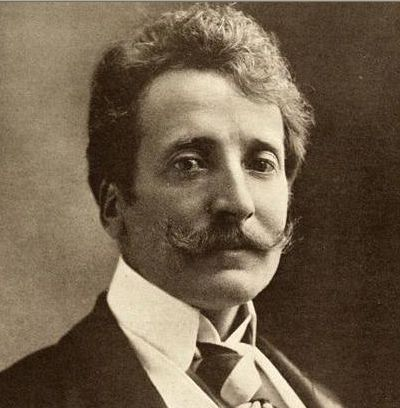
Georges Rodenbach.

Georges Raymond Constantin Rodenbach, född den 16 juli 1855 i Tournai, död den 25 december 1898 i Paris, var en belgisk författare och poet. Han var kusin till Albrecht Rodenbach.
Rodenbach blev tidigt förtrogen med minnenas och mystikens poesi i skuggan av födelsestadens mäktiga katedral och insöp många sällsamma intryck bland de gamla beguinklostren i Gent, den stad, där han tillbringade sin första ungdom. Ekonomiskt oberoende kunde han helt ägna sig åt diktning och debuterade i Bryssel som lyriker med Le foyer et les champs (1878), som följdes av Les tristesses (1879) och Ode à la Belgique (1880). 
Efter sin flytt till Paris slöt han sig närmast till bröderna Goncourts krets, men visade under årens lopp allt tydligare sin frändskap med dekadenternas symbolistisk-mystiska konst. Vid sin länge väntade död hade han genom en mängd verk vunnit stadgat anseende som en av det moderna Belgiens märkligare författare.
Ernst Apiarie skriver i Nordisk familjebok: "R. är en melankolisk drömmare, vars nobla, säregna diktning ej går fri från en viss enformighet och förkonstling." Av de samtida belgiska författarna stod han närmare Maeterlinck än Verhaeren och Lemonnier.

### Lyrik
- La mer élégante (1881)
- La jeunesse blanche (1886)
- Du silence (1888)
- Le règne du silence (1891)
- Les vies encloses (1896)
- Le miroir du ciel natal (1898)
- Le rouet des brumes (postum, 1901)

### Prosa
- Brygge-den-döda (Bruges-la-morte, 1892, flera upplagor; svensk översättning av Agnes von Kraemer 1904: Det döda Brügge, med inledning om Rodenbach, och 2014: Brygge-den-döda)
- Musée de béguines (1894)
- Kallelsen (Vocation, 1895: svensk översättning av Agnes von Kraemer)
- Klockspelaren (Le carillonneur, 1897: svensk översättning av Agnes von Kraemer)

### Essäsamling
- L’élite (postum 1899)

### Dramatik
- Le voile (versifierad enaktare, uppförd på Théâtre français, 1894)
- Le mirage (1901)